# 譚嗣同墓
譚嗣同墓（たんしどうぼ）は、中国清末の改革主義者、民族主義者、哲学者の譚嗣同の墓。中華人民共和国湖南省長沙市瀏陽市荷花街道嗣同村石山組に位置する。敷地面積は160m2。

## 歴史
戊戌の変法が失敗した後、1898年9月28日、譚嗣同は北京菜市口刑場で処刑され、遺体は湖南瀏陽に運ばれた。1904年6月に県城から転葬した。
2008年3月に墓が盗まれた。2013年3月、中華人民共和国国務院は譚嗣同墓を全国重点文物保護単位に認定した。

## 建築
墓台、墓囲、墓冢、拜台、石象、石馬、石虎、香炉、香案、華表などからなる。華表には以下の対聯が記されている。
| 「 | 亘古不磨、片石蒼茫立天地 一巒挺秀、群山奔赴若波濤 | 」 |